# Battaglia della valle del Meandro
La battaglia della valle del Meandro fu combattuta tra bizantini ed i turchi selgiuchidi, nella valle del Meandro.

## La battaglia
La battaglia fu combattuta durante la primavera del 1211. I bizantini, guidati dall'Imperatore Teodoro I Lascaris ebbero la meglio sul Sultano selgiuchide Kaykhusraw I, istigato dal deposto Imperatore bizantino Alessio III Angelo, riuscirono a vincere e a riconquistare i territori che i Selgiuchidi avevano strappato all'impero bizantino dopo il 1180.
Nello scontro il Sultano selgiuchide morì e al suo posto salì al trono Kaykaus I.